# Conseil du film coréen
Le Conseil du film coréen (COFIC) (영화진흥위원회) est un établissement public de Corée du Sud fondé en 1973 et placé sous la juridiction du ministère de la Culture, des Sports, et du Tourisme (en).

## Histoire
Le COFIC est inauguré en 1973 sous le nom de « Société de promotion cinématographique de Corée ». Il est renommé « Commission du film coréen » en 1999 et élevé en tant qu'organe autorégulateur pouvant instituer une politique cinématographique sans nécessiter la ratification du ministère de la Culture. Il change de nouveau de nom en 2004 pour « Conseil du film coréen » afin d'éviter toute confusion avec les commissions de cinéma régionales qui prennent en charge les tournages locaux,

## Rôles
Le COFIC est composé de neuf commissaires, dont un président à temps plein et 8 membres du comité, nommés par le ministère de la Culture, des Sports et du Tourisme, chargés de discuter et décider des principales politiques relatives aux films coréens.
Il vise à promouvoir et soutenir les films coréens en Corée et à l'étranger. Son objectif principal est de promouvoir et soutenir la production de films coréens grâce au financement, à la recherche, à l'éducation et à la formation. Il s'efforce également de développer davantage les marchés internationaux des films coréens et de promouvoir la compréhension interculturelle grâce à des échanges culturels cinématographiques,,,.

## Chronologie (1973-2013)
- Avril 1973 - Fondé sous le nom de « Société de promotion cinématographique de Corée »[2].
- Mars 1984 - Établissement de l'académie des Beaux-arts coréenne.
- Octobre 1997 - Établissement du fond pour la promotion du film coréen.
- Novembre 1997 - Achèvement des studios Namyangju.
- Février 1998 - La loi sur la promotion du film établit un cadre juridique pour le COFIC.
- Mai 1999 - Lancement de la « Commission du film coréen ».
- Mars 2004 - Renommé « Conseil du film coréen ».
- Juillet 2007 - Établissement du fond pour le développement cinématographique.
- Mars 2012 - Ouverture à Pékin du Centre d'affaires du film coréen.
- Octobre 2013 - Date limite pour le déménagement du COFIC à Busan.